# 克拉倫登縣 (南卡羅萊納州)
克拉倫登縣（英語：Clarendon County）是美國南卡羅萊納州中部的一個縣。面積1,802平方公里。根据美國2000年人口普查，共有人口32,502人 （2005年人口33,363人）。縣治曼寧（Manning）。
成立於1785年3月12日，1800年被廢除，1855年重設。縣名紀念第三代克拉倫登伯爵。